# Rhóxané
Rhóxané vagy Roxána (i. e. 347 – i. e. 310-311) Nagy Sándor felesége.
Oxüartész baktriai satrapa leánya, I. e. 347-ben született. Baktria és Szogdia tartományok perzsia északi részén, a mai Afganisztán területén helyezkedtek el. 
A helytartói központ Baktra városa volt, ami rövidesen a makedónok kezére került.
Baktria előkelői, néhány lázadás és kisebb harcok után, megadták magukat.
A baktriai várnak elfoglalásakor Rhóxanét, szépségétől elbűvölve, Nagy Sándor I. e. 327 elején feleségül vette. 
Minden bizonnyal Nagy Sándor szerelmes lett Rhóxanéba, ahogy ezt az ókori életrajzírók is elmondják. 
Rhóxané, férje halála után, I. e. 323 augusztusában fiút szült, akit IV. Alexandrosz néven királlyá választottak. 
A régens először Perdikkasz, majd Antipatrosz lett. Ő Makedóniába ment Alexandrosszal és Rhóxanéval. 
Antipatrosz halálakor, I. e. 319-ben, egyik hívét Polüperkhónt nevezte ki vezetővé aki szintén Nagy Sándor felesége és fia mellett állt. 
Azonban Antipatrosz hatalomvágyó fia, Kasszandrosz megszerezte az uralmat egész Makedónia fölött, így Rhóxanénak és Alexandrosznak Épeiroszba kellett menekülnie ahol Olümpiasz, Nagy Sándor édesanyja védelme alatt álltak. Olümpiasz, unokája, IV. Alexandrosz érdekében Polüperkhónnal együtt rátámadt Makedóniára. Elsöprő győzelmet arattak, mivel a makedón sereg nem volt hajlandó Nagy Sándor fia ellen harcolni. 
IV. Alexandrosz lett Makedónia egyedüli uralkodója. Ám nemsokára Kasszandrosz visszatért, és elfoglalta Makedóniát. Olümpiaszt rögtön kivégeztette, Rhóxanét és a királyt pedig egy ideig fogságban tartotta Amphipolisz várában. Sokévi sanyarú rabság után, i. e. 310-ben, Kasszandrosz titokban megölette Rhóxanét és fiát. Ezáltal végleg kihalt Nagy Sándor családja.
1. 1 2  „Роксана” (orosz nyelven). Brockhaus and Efron Encyclopedic Dictionary. Volume XXVII, 1899.